# Бутано-китайские отношения
Двухсторонние отношения между Бутаном и Китайской Народной Республикой традиционно были напряжёнными, они не поддерживают официальных дипломатических отношений. Китай разделяет с севером Бутана общая граница длиной 470 км, и потому территориальные споры являются источником потенциальных конфликтов. С 1980-х годов правительства этих стран регулярно проводят переговоры по пограничным вопросам и вопросам безопасности, направленных на снижение напряжённости.

## История
На протяжении всей своей истории Бутан имел тесные культурные, исторические, религиозные и экономические связи с Тибетом. Отношения с Тибетом стали напряжёнными, когда Бутан встал на сторону Британской империи в её войне с Тибетом. Ввод китайских войск в Тибет в 1951 году вызвал значительную напряжённость в Бутане, который опасался агрессии со стороны Китая. Граница с Китаем никогда не была официально признана, и народные восстания в Тибете против коммунистического Китая в 1959 году, и бегство Далай-ламы в Индию сделали защиту от Китая главным приоритетом для Бутана. По оценкам, в Бутан бежало более 6 000 тибетцев и им было предоставлено политическое убежище.

## Пограничные вопросы

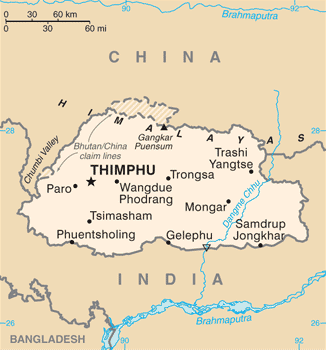
Карта с бутано-китайской границей по состоянию на 2010 год.

Китайская армия оккупировала 8 западных тибетских анклавов, находившихся под бутанским управлением. В 1961 году Китай опубликовал карту с изменённым начертанием традиционной линии границы, на которой показывалось, что некоторые территории Бутана, Непала и королевства Сикким (ныне штат Индии) принадлежат Китаю. Вторжения китайских солдат и тибетских пастухов на бутанскую территорию также вызывало напряжённость в Бутане. Бутан закрыл границы и установил широкие военные связи с Индией. Во время китайско-индийской войны 1962 года бутанские власти разрешили перемещение индийских войск через территорию Бутана. Тем не менее, поражение Индии вызвало озабоченность по поводу способности Индии защитить Бутан. Поэтому в своих отношениях с Индией Бутан придерживается политики нейтралитета. Согласно официальному заявлению короля Бутана в парламенте, есть четыре спорных территории между Бутаном и Китаем. Спорная территория занимает площадь более 270 км².

## Развитие отношений
До 1970-х годов интересы Бутана в переговорах с Китаем представляла Индия. Став в 1971 году членом ООН, Бутан стал проводить другой курс в своей внешней политике. В ООН Бутан голосовал в пользу Китая и поддержал политику «Единого Китая». В 1974 году в Бутан для участия в мероприятиях по случаю коронации короля Джигме Сингье Вангчука пригласили посла Китая в Индии. В 1983 году в Нью-Йорке состоялись переговоры министров иностранных дел Бутана и Китая, на которых обсудили установление двухсторонних отношений. В 1984 году Бутан и Китай начали ежегодные прямые переговоры по пограничным вопросам.
В 1998 году Бутан и Китай подписали договор о мире и спокойствии на границе. Это было первое двустороннее соглашение между двумя странами. В соответствии с договором Китай подтвердил своё уважение суверенитета и территориальной целостности Бутана, и обе стороны договорились строить отношения на основе пяти принципов мирного сосуществовании. Тем не менее, Китай, нарушая соглашения 1998 года, начал строительство дорог на спорных территориях. Бутанская газета Kuensel написала, что Китай может использовать дороги для дальнейших притязаний на приграничные территории. В 2002 году Китай представил доказательства на претензии на спорные территории, после переговоров было достигнуто временное соглашение.